# Ctenitis propinqua
Ctenitis propinqua là một loài thực vật có mạch trong họ Dryopteridaceae. Loài này được (J. Sm.) Copel. miêu tả khoa học đầu tiên năm 1985.